# 146 (số)
146 (một trăm bốn mươi sáu) là một số tự nhiên ngay sau 145 và ngay trước 147.